# Rufino (magister militum)
Rufino (latino: Rufinus; fl. 502-532) è stato un diplomatico e generale bizantino, sotto gli imperatori Anastasio I, Giustino I e Giustiniano I, in particolare presso la corte persiana dei Sasanidi, con i quali concluse la "Pace eterna" del 532.

## Biografia
Rufino era figlio di Silvano e fratello di Timostrato; probabilmente sua moglie era la figlia di Giovanni Scita.

### Sotto Anastasio
Ebbe parte nelle negoziazioni iniziali della guerra romano-sasanide del 502-506. L'imperatore Anastasio I aveva ricevuto notizia dell'intenzione del sovrano sasanide Kavad I di invadere il territorio dell'impero; nel tardo 502 inviò allora Rufino presso Kavad, con una somma di denaro da consegnare al sovrano persiano in caso non avesse ancora attaccato. Rufino venne a sapere che Kavad aveva già attaccato e lasciò il denaro in custodia a Cesarea in Cappadocia, poi si recò presso Kavad, che stava assediando la città-fortezza di Amida e gli offrì di consegnargli il denaro in cambio del ritiro delle truppe persiane. Kavad, di tutta risposta, imprigionò Rufino. Nel gennaio 503 la città di Amida cadde nelle mani persiane: Kavad liberò Rufino e lo mandò da Anastasio a informarlo della disfatta.
Nel 515, il magister militum per Thracias di origine gota Vitaliano si ribellò ad Anastasio. L'imperatore nominò allora Rufino successore di Vitaliano: il nuovo magister militum catturò due guardie del corpo di Vitaliano.

### Sotto Giustino
Nel 525/526, il sovrano sasanide Kavad I, temendo per la vita del proprio figlio (il futuro Cosroe I) a causa dei alcuni suoi dignitari, propose all'imperatore romano Giustino I di adottare Cosroe: Giustino inviò alla corte persiana per le negoziazioni Rufino, che all'epoca aveva già raggiunto il rango di patricius, e il magister militum per Orientem Ipazio. Mentre era alla corte persiana, Rufino appoggiò il suggerimento a Kavad di fare di Cosroe il proprio successore; inoltre suggerì alla regina sasanide di rivolgersi ad un monaco di Dara di nome Moses per un consulto medico. L'ambasciata non ebbe successo: Rufino accusò Ipazio di averla sabotata.

### Sotto Giustiniano
Nel 530 fu inviato da Giustiniano I come ambasciatore presso Kavad, con l'ordine di non oltrepassare Ierapoli prima di ulteriori istruzioni. Belisario scrisse al comandante persiano prima della battaglia di Dara, nell'agosto 530, informandolo che vicino c'era Rufino, pronto a negoziare, cosa che Rufino fece dopo la battaglia. Dopo lunghe consultazioni, nel settembre di quell'anno Rufino si recò a Costantinopoli con le condizioni sasanidi; Giustiniano lo rimandò indietro per comunicare di aver accettato queste condizioni, ma all'arrivo in Persia Rufino scoprì che Kavad aveva cambiato idea, in quanto era venuto a conoscenza delle difficoltà di Giustiniano con i Samaritani e usò la scusa di alcune miniere d'oro scoperte recentemente per rifiutare la pace. Rufino tornò da Giustiniano a riportare la decisione del sovrano sasanide. Dopo la battaglia di Callinicum dell'aprile 531, Rufino si recò alla corte persiana per trattare la pace, ma rimase fermo ad Edessa assieme all'altro inviato Strategio, in quanto Kavad aveva già invaso il territorio romano.
Dopo la morte di Kavad nel settembre 531, Giustiniano proibì a Rufino e ad altri ambasciatori di recarsi alla corte persiana prima che la successione di Cosroe I non fosse stata comunicata ufficialmente, dopodiché si recò presso il nuovo sovrano. Tornò poi a Costantinopoli a riportare a Giustiniano le condizioni persiane, mentre una tregua di settanta giorni era in atto: a Cosroe giunse voce che Giustiniano aveva ucciso Rufino e attaccò l'Impero romano, solo per essere accolto a Nisibis proprio da Rufino, e riprendere le trattative. Poiché gli Unni sabiriani avevano attaccato recentemente il territorio romano, Rufino fu inviato ad indagare se fossero stati istigati dai Persiani: quando scoprì che non era vero, ordinò al magister militum per Armenias Doroteo di resistere a tutti i costi.
Giustiniano decise a questo punto di non cedere più alcune fortezze in Lazica; Rufino si recò da Cosroe a comunicare questa decisione, ma il sovrano sasanide si rifiutò di accettare questa modifica al trattato. Rufino era amico di Cosroe, che aveva conosciuto durante le sue missioni presso Kavad I, benvisto dagli aristocratici, cui faceva numerosi doni, e favorito dalla regina madre, per averle consigliato il medico per la sua malattia e per aver favorito l'ascesa al trono di suo figlio; riuscì quindi, con la propria influenza, a convincere Cosroe a restituire il denaro già ottenuto e a ritirarsi dai territori romani occupati. Fu accusato da alcuni suoi colleghi di ambasciata, ma Giustiniano, che si fidava di lui, non lo condannò.
Finalmente tornò in Persia, dove riuscì a concludere la Pace eterna con Cosroe (532).